# Église Sainte-Rose-de-Lima de Gatineau
L'église Sainte-Rose-de-Lima de Gatineau est un édifice religieux catholique situé à Gatineau, dans le quartier de Templeton.

## Historique et architecture
Commencée en 1913 et terminée en 1915, l'église est nommée en l'honneur de sainte Rose de Lima (1586-1617), première sainte du Nouveau Monde. Elle est dotée d'un plan en croix latine, avec une nef à un vaisseau. Elle est construite en briques rouges, avec toiture en bardeaux d'asphalte et revêtement intérieur de plâtre. Elle dénote une influence « Beaux-Arts », mais avec une ornementation plutôt néo-Renaissance.  Des suites de Vatican II, l'intérieur a subi des modifications qui lui ont fait perdre une partie de son ornementation d'origine.

## Valeur patrimoniale
Elle fait partie du « patrimoine culturel du Québec ». Selon le Conseil du patrimoine religieux du Québec, l'église Saint-Rose-de-Lima possédait, en 2003, une valeur patrimoniale dite moyenne (D) par rapport aux autres lieux de culte de l'Outaouais. 
Comme lieu de culte catholique, elle est rattachée à l'unité pastorale Saint-Antoine Sainte-Rose, et à l'archidiocèse de Gatineau. 

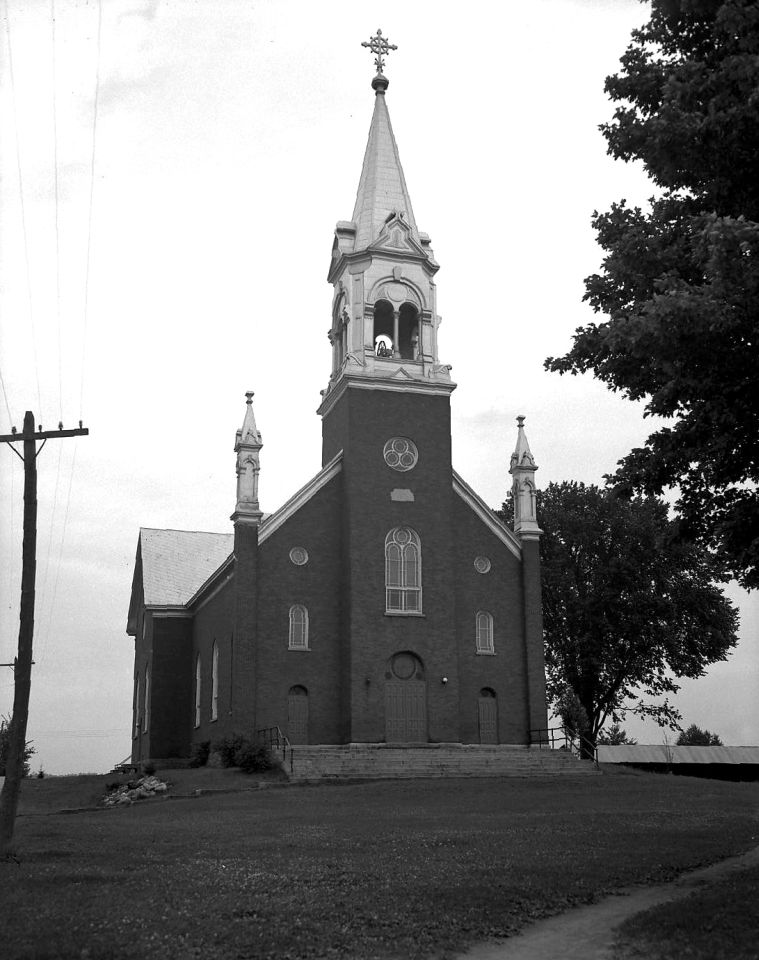
L'église Sainte-Rose-de-Lima en 1947, par Champlain Marcil.
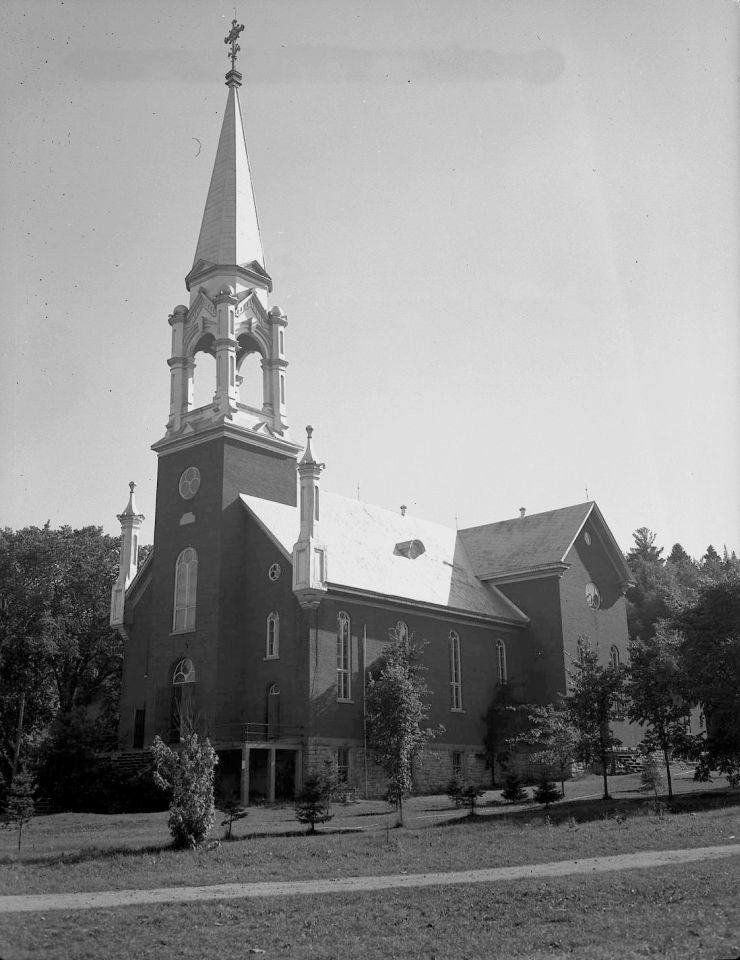
L'église Sainte-Rose-de-Lima en 1947, par Champlain Marcil.